# Obbligato
Obbligato (en español: obligado; en francés: obligé; en alemán: obligat) es una indicación en italiano que aparece en las partituras de música clásica occidental y puede tener diferentes significados. En la música del Barroco y del Clasicismo este calificativo suele ir acompañando al nombre de un instrumento o voz y se utiliza para describir que su empleo se considera indispensable en la interpretación. Su indicación opuesta es ad libitum. También se utiliza para indicar que un pasaje musical debe ser tocado exactamente como está escrito o bien solo por el instrumento especificado, sin cambios ni omisiones.
La expresión recitativo obbligato o recitativo strumentato se utiliza en ocasiones para designar el recitativo acompañado; es decir, el recitativo acompañado por la orquesta en lugar de por el bajo continuo solo.
El concepto de "homofonía en obbligato" se aplica a veces a las texturas sinfónicas de Haydn y sus contemporáneos, caracterizadas por la riqueza en la escritura de partes prominentes e independientes, pero sin polifonía formal.

## Terminología
El término viene del italiano que a su vez deriva del latín obligatus, pasado perfecto de obligare, que significa obligar. La opción obligato no es aceptable, aunque compositores como Benjamin Britten la usaron. La palabra puede utilizarse por sí sola como un sustantivo, o bien aparecer como un adjetivo en un sintagma nominal (e.g. Órgano obbligato).

## Independencia
Obbligato incluye la idea de independencia. Por ejemplo, en las sinfonías de 1780 de Carl Philipp Emanuel Bach aparece la siguiente indicación: «mit zwölf obligaten Stimmen» (con doce voces obbligato). C. P. E. Bach estaba haciendo referencia a las partes independientes de viento madera que estaba usando por primera vez. Estas partes también eran obbligato en el sentido de indispensables.

## Continuo
En conexión con las partes de teclado en el periodo barroco, obbligato tiene un significado específico. Describe un cambio funcional de voz de bajo continuo (en que el intérprete decide cómo rellenar las armonías discretamente) a una parte completamente escrita de la misma importancia a la parte de la melodía principal.

## Uso contradictorio
Un uso posterior tiene el significado de "opcional", que puede llevar a confusión puesto que indica que una parte no es obligatoria. Un pasaje difícil en un concierto puede ser suministrada por el editor una alternativa más fácil llamada el obbligato. O una obra puede tener una parte para uno o más instrumentos solistas, señalada como  obbligato, que es decorativa y no esencial; la pieza está completa y puede ser interpretada sin la(s) parte(s) añadida(s). El término tradicional para tal parte es ad libitum o ad lib. O simplemente "opcional", ya que ad lib. puede tener una amplia variedad de interpretaciones.

## Uso contemporáneo
En música clásica contemporánea el término ha caído en desuso por parte de los profesionales, compositores, intérpretes y público de hoy en día por igual, que han llegado a ver el texto musical como lo más importante en las decisiones en cuanto a ejecución musical. En consecuencia, todo se considera ahora obbligato a menos que se indique expresamente lo contrario en la partitura. Todavía se utiliza para designar una pieza orquestal con una parte para instrumento solista que destaca, pero no es tan prominente como en un concierto para solista, como en el Concerto Grosso de Bloch mencionado a continuación. El término ahora se utiliza principalmente para debatir sobre la música del pasado. 
Por otra parte, un uso divertido es el que hizo Erik Satie en el tercer movimiento de Embryons desséchés (Embriones disecados). En esta pieza el obbligato consiste en una veintena de acordes de fa mayor interpretado en fortissimo, satirizando así el estilo sinfónico de Beethoven. El término también se usa con un sentido completamente diferente, para hacer alusión a una contramelodía, que es la acepción usual en músicas como el jazz.

## Ejemplos

### Casos explícitos
- Johann Sebastian Bach: utilizó "Órgano obbligato" para mostrar de un vistazo la importancia de la parte del órgano. Por ejemplo, en la cantata Wer sich selbst erhöhet, der soll erniedriget werden, BWV 47 y en la cantata Gott ist mein König, BWV 71.
- Wolfgang Amadeus Mozart: en el aria de Zerlina "Batti, batti, o bel Masetto" de Don Giovanni incluyó la indicación "cello obligato" .
- Ludwig van Beethoven: en el Dúo para viola y violonchelo, WoO 32 añade el subtítulo "mit zwei obligaten Augengläsern" ("con dos [pares de] lentes obbligato") que parece referirse a la necesidad de anteojos para Beethoven y el violonchelista en la primera representación.
- Heinrich Schütz: "Benedicam Dominum in omni tempore" en Symphoniae sacrae, i, 1629 para soprano, tenor, bajo y continuo con obbligato cornetto, o violino.
- John Philip Sousa: la marcha The Stars and Stripes Forever contiene un piccolo obbligato en su Grandioso.
- Ernest Bloch: Concerto Grosso n.º 1 para orquesta de cuerda con piano obbligato de 1925 es una pieza neoclásica con armonías modales del siglo XX.
- Malcolm Arnold: A Grand, Grand Overture, Op. 57 de 1956 es una parodia del siglo XX del concierto obertura del siglo XIX y contiene partes obbligato para cuatro rifles, tres aspiradoras Hoover (dos verticales en si bemol, una horizontal con succionador desmontable en do) y una enceradora eléctrica en mi bemol.
- Benjamin Britten: Nocturno para tenor, 7 instrumentos y cuerdas obligato, Op. 60 de 1958, en el que el solista tenor es acompañado por uno o más instrumentos obbligato en cada uno de los ocho movimientos, aparte del primero.

### Casos implícitos
- J. S. Bach: trompeta obbligato en la cantata Jauchzet Gott in allen Landen, BWV 51.
- W. A. Mozart:

- Trompa obbligato durante el aria de Sifare "Lungi da te, mio bene" de Mitridate (1770).
- Flauta, oboe, violín y violonchelo obbligati en El rapto en el serrallo (1782).
- Dos arias con clarinete obbligato; clarinete bassett obbligato "Parto, ma tu ben mio" cantada por Sesto y trompa bassett obbligato "Non piu di fiori" cantada por Vitellia en la La clemenza di Tito (1791).
- Piano obbligato en el aria de concierto "Ch'io mi scordi di te?… Non temer, amato bene, K. 505".

- Beethoven:

- Trompa obbligato en el aria "Abscheulicher!/Komm Hoffnung" de Fidelio.
- Un violín obbligato especialmente ornamentado aparece en el "Benedictus" de la Missa Solemnis.

- Gustav Mahler: corno (trompa) obbligato en la Sinfonía n.º 5.
- Gaetano Donizetti: flauta obbligato en la cadenza de la versión tradicional de la escena de la locura en Lucia di Lammermoor (1835). Esta es una muestra del obbligato escrito para flauta en particular, bastante usual en la ópera romántica.
- Maurice Ravel: las suites Daphnis et Chloé pueden ser interpretadas sin las partes corales y a menudo son grabadas de esta manera, un ejemplo del uso contradictorio comentado más arriba.
- Morton Gould: clarinete bajo obbligato en el tercer movimiento de Latin-American Symphonette.
- Frederik Magle: piano obbligato en el tercer movimiento de la suite sinfónica Cantabile.